# Porthecla barba
Porthecla barba is een vlinder uit de familie van de Lycaenidae. De wetenschappelijke naam van de soort werd als Thecla barba in 1907 gepubliceerd door Hamilton Herbert Druce.

## Synoniemen
- Parrhasius nicanoriana Salazar, 2000